# Yabal al-Nur
Yabal al-Nur (en árabe: جَبَل ٱلنُّوْر, romanizado: Jabal an-Nūr, lit. "Montaña de la luz" o de la "iluminación") es una montaña en las cercanías de la ciudad de La Meca (Arabia Saudí). La montaña alberga la cueva de Hira, que tiene un enorme significado para los musulmanes de todo el mundo, ya que es aquí donde se dice que el profeta Mahoma recibió su primera revelación del Corán, que consistió en las cinco primeras aleyas de la sura Al-Alaq del ángel Yibra'il. Es una de las atracciones turísticas más populares de La Meca. La montaña en sí apenas alcanza los 640 m de altura; no obstante, se necesitan entre una y dos horas para realizar la agotadora caminata hasta la cueva. Hay 1 750 escalones hasta la cima que, incluso para una persona en forma, pueden llevar entre media hora y hora y media.

## Etimología
Se dice que fue aquí donde Mahoma tuvo su primera revelación y recibió cinco versículos del Corán, por lo que la montaña recibió el nombre de Jabal an-Nūr ("Montaña de la Luz" o "Montaña de la Iluminación"). Esta experiencia se identifica a veces con el comienzo de la revelación; de ahí el nombre actual. Se dice que la fecha de la primera revelación fue durante la noche del 10 de agosto del año 610, con lo que Muhammad tenía 40 años lunares, 6 meses y 12 días de edad, es decir, 39 años solares, 3 meses y 22 días.

## Apariencia
Una característica física que diferencia a Yabal al-Nur de otras montañas y colinas es su inusual cima, que la hace parecer como si dos montañas estuvieran una encima de la otra. La cima de esta montaña en el desierto montañoso es uno de los lugares más solitarios. Sin embargo, la cueva que hay en su interior, orientada en dirección a la Kaaba, está aún más aislada. En aquel entonces, cuando se estaba en el patio, sólo se podía mirar por encima de las rocas circundantes. Hoy en día, la gente puede ver las rocas circundantes, así como edificios que están a cientos de metros por debajo y a cientos de metros o muchos kilómetros de distancia. Carece de agua y vegetación, salvo algunas espinas.

## Geología
La montaña está compuesta por rocas ígneas intrusivas, predominantemente tonalita hornblenda de grano grueso de edad precámbrica, con granodiorita subordinada.

## Cueva de Hira

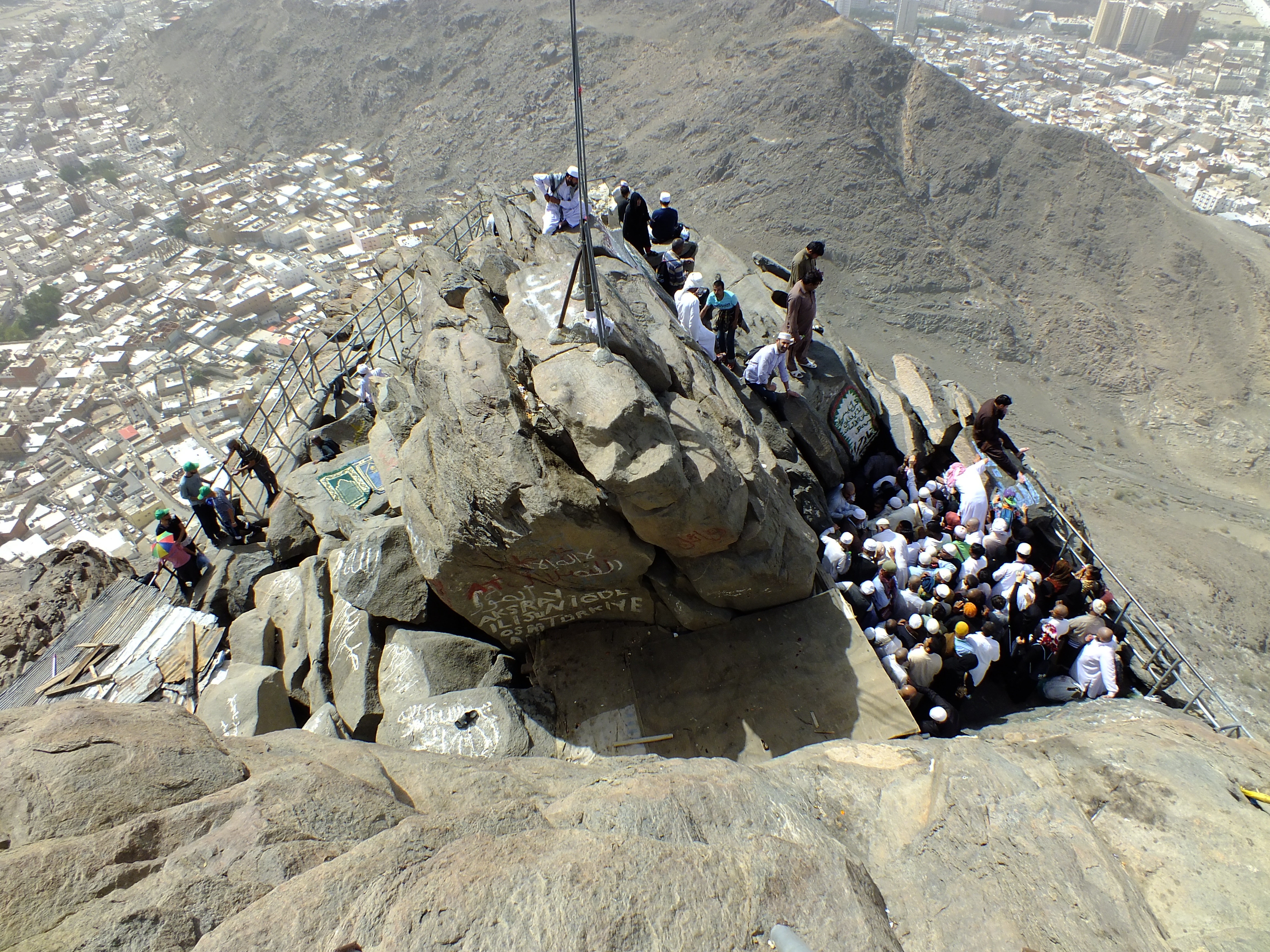
Vista superior de la entrada a la cueva de Hira en la montaña.

La cueva de Hira era de poca importancia antes del Islam, su nombre proviene de hira (joyas). Se llega a ella dando 1 750 pasos a pie y mide unos 3,7 m de largo y 1,60 m de ancho; está a una altura de 270 m. Durante el Hach (peregrinación), se calcula que unos cinco mil visitantes suben a diario para ver el lugar donde se cree que Mahoma recibió la primera revelación del Corán en la Laylat al-Qadr por parte del ángel Yibreel (Gabriel). La mayoría de los musulmanes no consideran la visita a la cueva parte integrante del Hach. No obstante, muchos la visitan por motivos de placer personal y espiritualidad, y aunque algunos la consideran un lugar de culto, esta opinión entra en conflicto con las interpretaciones salafistas del ritual islámico. Aunque la cueva desempeña un papel importante en As-Sīrah an-Nabawiyyah (biografía profética), no se considera tan sagrada como otros lugares de La Meca, como la Gran Mezquita de La Meca, por lo que, según la mayoría de las interpretaciones del islam, se recibe la misma recompensa por rezar aquí que en cualquier otro lugar de La Meca.
Antes de la primera revelación de Mahoma, éste tuvo sueños trascendentales, en los que había señales de que su profetismo había comenzado y de que las piedras de La Meca le saludarían con el salaam. Estos sueños duraron seis meses.
La creciente necesidad de soledad llevó a Mahoma a buscar la reclusión y la meditación (Muraqabah) en las colinas rocosas que rodeaban La Meca. Se retiraba a la cueva durante un mes cada año, dedicándose a la reclusión (Tahannuth). Llevaba provisiones y alimentaba a los pobres que acudían a él. Antes de volver a casa con su familia a por más provisiones, circunvalaba la Kaaba siete veces.